# Drosophila kohkoa
Drosophila kohkoa este o specie de muște din genul Drosophila, familia Drosophilidae, descrisă de Wheeler în anul 1969. Conform Catalogue of Life specia Drosophila kohkoa nu are subspecii cunoscute.